# Slag bij Siikajoki
De Slag bij Siikajoki was een veldslag op 18 april 1808 bij Siikajoki (Finland) tijdens de Finse Oorlog tussen Zweden en Rusland.
Begin 1808 had de Zweedse commandant Wilhelm Mauritz Klingspor besloten zich terug te trekken uit het zuiden van Finland, zodat de Zweden tijd zouden winnen en meer troepen via Tornio naar Finland verplaatst konden worden. Deze manoeuvre was ook ingegeven door de vrees dat de Deense troepen van Frederik VI van de situatie gebruik zouden maken om de Zweden aan te vallen.
De slag bij Pyhäjoki, die enkele dagen eerder werd uitgevochten, was een van de eerste schermutselingen, maar de veldslag bij Siikajoki was de eerste poging om de Russische invasie van Finland een halt toe te roepen.
De Zweedse troepen onder bevel van Georg Carl von Döbeln ten zuiden van de Siikajoki-rivier blokkeerden de Russische troepen onder bevel van Jacov Petrovitj Kulnev. Toen Carl Johan Adlercreutz arriveerde met versterkingen en ondanks bezwaren tot de aanval overging konden de Zweden de Russen verslaan. Aan Russische kant vielen zo'n 300 doden en gewonden.
Het belangrijkste gevolg van de veldslag was dat er een eind kwam aan de terugtrekking van het Zweedse leger.
|  |